# 克勞福茲維爾 (愛荷華州)
克勞福茲維爾（英語：Crawfordsville）是一個位於美國愛荷華州華盛頓縣的城市。

## 地理
克勞福茲維爾的座標為41°12′55″N 91°32′16″W / 41.21528°N 91.53778°W，而該地的平均海拔高度為216米（即709英尺）。

## 人口
根據2010年美國人口普查的數據，克勞福茲維爾的面積為0.91平方千米，當中陸地面積為0.91平方千米，而水域面積為0.00平方千米。當地共有人口264人，而人口密度為每平方千米290人。